# IWC (기업)
IWC(영어: International Watch Company)는 스위스의 손목시계 제조회사로, 리치몬트의 자회사이다. 1868년 미국인 손목시계 제작자 플로런틴 애리오스토 존스(Florentine Ariosto Jones)가 설립하였다.